# Kushti
 Der er for få eller ingen kildehenvisninger i denne artikel, hvilket er et problem. Du kan hjælpe ved at angive troværdige kilder til de påstande, som fremføres i artiklen.

Kushti er en gammel brydeform, som kan føres tilbage til 3. årtusinde f.Kr. Den dyrkes i Nord-Indien og Pakistan. Mallayuddha og Pahalwani er 2 andre ord for brydeformen. Der ligger dog lidt forskellige ideologier bag. Pahalwani har f.eks. fokus på selvforståelse for bryderne.
I dag er Kushti en blanding af persisk og hindu-brydning.